# Авдеевское сельское поселение (Карелия)
Авде́евское се́льское поселе́ние — муниципальное образование в Пудожском районе Республики Карелия Российской Федерации.
Административный центр — деревня Авдеево.

## Население
| 2009 | 2010  | 2012  | 2013  | 2014 | 2015 | 2016 |
| ---- | ----- | ----- | ----- | ---- | ---- | ---- |
| 1552 | ↘1171 | ↘1080 | ↘1027 | ↘955 | ↘901 | ↘871 |
| 2017 | 2018  | 2019  | 2020  | 2021 | 2023 |      |
| ↘825 | ↘780  | ↘750  | ↘718  | ↘647 | ↘589 |      |

## Населённые пункты
В состав сельского поселения входят 7 населённых пунктов:
| № | Населённый пункт | Тип населённого пункта | Население |
| - | ---------------- | ---------------------- | --------- |
| 1 | Авдеево          | деревня                | ↘351      |
| 2 | Алексеево        | деревня                | →7        |
| 3 | Бураково         | деревня                | →0        |
| 4 | Октябрьская      | деревня                | ↘20       |
| 5 | Онежский         | посёлок                | ↘360      |
| 6 | Песчаное         | деревня                | ↘64       |
| 7 | Рагнукса         | посёлок                | ↗225      |

## Местное самоуправление
Главы сельского поселения
- Светлана Николаевна Белоголова[17]
- Елена Николаевна Ермакова[18]

Главы администрации
- с 2018 года - Алексей Александрович Тимонин[18]